# Mike Hagerty
Michael Gerard Hagerty (ur. 10 maja 1954 w Chicago, zm. 29 kwietnia 2022 w Los Angeles) – amerykański aktor. Znany głównie z komediowych ról, w tym roli nadzorcy budynku, w serialu Przyjaciele, czy kierownika sklepu z tłumikami w serialu Lucky Louie.

## Życiorys

### Wczesne lata
Hagerty urodził się w maju 1954 w Chicago w stanie Illinois. Jego rodzina pochodziła z Irlandii, a ojciec pracował jako policjant. Hagerty uczył się w szkole podstawowej św. Kajetana, a w 1968 poszedł do Marist High School w Chicago. Następnie studiował na University of Illinois w Chicago, gdzie brał lekcje aktorstwa. Zanim został profesjonalnym aktorem, pracował w restauracji w Evergreen Plaza oraz na stacji benzynowej i warsztacie przy Western Avenue w Chicago.

### Kariera
Na początku swojej kariery Hagerty został zaproszony przez Jima Belushiego do grupy improwizacyjnej The Second City. W latach 80. był współautorem scenariuszy i zagrał w trzech rewiach na głównej scenie tej grupy (Also Available in Paperback – A Retrospective; Orwell That Ends Well oraz True Midwest, or No, But I Saw the Movie). Od 1983 grywał w różnych filmach i programach telewizyjnych, a pierwszym jego filmem był Doctor Detroit, w którym grał Danem Aykroydem. Hagerty stał się znany ze swoich wąsów i ciężkiego akcentu z Chicago.
Chociaż większość swojej kariery spędził w telewizji, Hagerty miał małe role w wielu filmach i ostatecznie zdobył ponad 100 punktów aktorskich w całej swojej karierze. Został doceniony za role małych postaci w wielu popularnych komediach, w tym Martin, Cheers, The Wayans Bros., Curb Your Enthusiasm, Friends, Seinfeld i The Wonder Years. Był jednym z dwudziestu aktorów, którzy pojawili się zarówno w Friends, jak i Seinfeld. Hagerty był także stałym bywalcem The George Carlin Show, który był jego pierwszą powracającą rolą telewizyjną. Jedną z jego ostatnich ról aktorskich był Somebody Somewhere, który wciąż kręcił w chwili swojej śmierci.

### Śmierć
Hagerty zmarł 5 maja 2022 roku w śpiączce w Cedars-Sinai Medical Center w Los Angeles po ataku padaczki. Miał 67 lat. Jego atak był spowodowany niepożądaną reakcją na antybiotyki, które brał z powodu infekcji w nodze.

## Życie prywatne
Hagerty aż do swojej śmierci był żonaty z Mary Kathryn. Poznali się, gdy mieli dwadzieścia parę lat, pracując w małym teatrze w Chicago.
Hagerty przeniósł się do Los Angeles w latach 80., ale mimo to utrzymywał więzi ze swoim rodzinnym miastem, pojawiając się na zbiórkach pieniędzy w Beverly Arts Centre i lokalnym kościele katolickim. Niedługo przed śmiercią również miał pojawić się w okolicy Chicago w Naperville, aby rozpocząć zdjęcia do drugiego sezonu serialu HBO Somebody Somewhere.

## Filmografia

### Film
| Rok  | Tytuł                                   | Rola                |
| ---- | --------------------------------------- | ------------------- |
| 1983 | Doctor Detroit                          | policjant           |
| 1985 | Brewster’s Millions                     | magazynier mebli    |
| 1986 | Nothing in Common                       | Eric                |
| 1986 | One More Saturday Night                 | policjant           |
| 1987 | Overboard                               | Billy Pratt         |
| 1988 | Red Heat                                | Pat Nunn            |
| 1990 | Dick Tracy                              | portier             |
| 1990 | After Dark, My Sweet                    | kierowca ciężarówki |
| 1991 | One Good Cop                            | Walsh               |
| 1991 | V.I. Warshawski                         | Babe                |
| 1992 | Wayne’s World                           | det. Davy           |
| 1992 | Frozen Assets                           | głos                |
| 1993 | So I Married an Axe Murderer            | pisarz nekrologów   |
| 1995 | Stuart Saves His Family                 | policjant           |
| 1996 | Space Truckers                          | Tommy               |
| 1997 | Speed 2: Cruise Control                 | Harvey              |
| 1998 | Break Up                                | George              |
| 1999 | Best Laid Plans                         | Charlie             |
| 1999 | Austin Powers: The Spy Who Shagged Me   | sprzedawca orzechów |
| 1999 | Inspector Gadget                        | Sikes               |
| 2001 | Backflash                               | Red                 |
| 2002 | Frank McKlusky, C.I.                    | Earl                |
| 2006 | Rampage: The Hillside Strangler Murders | det. Smith          |
| 2006 | The Last Time                           | Breckenridge        |
| 2011 | Thin Ice                                | Jerry               |
| 2012 | An Old Man’s Gold                       | det. Carolina       |
| 2014 | Back In the Day                         | dyrektor Teagley    |
| 2014 | All Stars                               | Mike Garland        |
| 2017 | Urban Myth: Nest                        | Vito                |
| 2021 | Apache Junction                         | George Hearst       |

### Telewizja
| Rok           | Tytuł                                                         | Rola                                                                    | Uwagi                                                                                      |
| ------------- | ------------------------------------------------------------- | ----------------------------------------------------------------------- | ------------------------------------------------------------------------------------------ |
| 1986          | Cheers                                                        | dekarz                                                                  | Odcinek: „Strange Bedfellows: Part 1” (as Michael G. Hagerty)                              |
| 1986          | Crime Story                                                   | sprzedawca mebli                                                        | Odcinki: „St. Louis Book of Blues” oraz „Shadow Dancer”                                    |
| 1987          | Married... with Children                                      | koroner                                                                 | Odcinek: „You Better Watch Out”                                                            |
| 1988          | Family Ties                                                   | Vinnie                                                                  | Odcinek: „The Boys Next Door”                                                              |
| 1989          |                                                               |                                                                         |                                                                                            |
| Murphy Brown  | Howard Sutthoff                                               | Odcinek: „The Bickners”                                                 |                                                                                            |
| 1990          | Dear John                                                     | Al                                                                      | Odcinek: „John’s Night Out” (as Michael G. Hagerty)                                        |
| 1990          | Sydney                                                        | Vlad                                                                    | Odcinek: „Cliffhanger”                                                                     |
| 1990          | Lola                                                          | Moving Man                                                              | TV movie                                                                                   |
| 1990          | Get a Life                                                    | The Engineer                                                            | Odcinek: „Terror on the Hell Loop 2000” (as Michael G. Hagerty)                            |
| 1991          | American Dreamer                                              | Davey                                                                   | Odcinek: „Heartbreak Diner” (as Michael G. Hagerty)                                        |
| 1991          | Drexell's Class                                               | Roger                                                                   | Odcinek: „Silent Night, Holy Smokes” (as Michael G. Hagerty)                               |
| 1991–1994     | Star Trek: The Next Generation                                | Skoran / kapitan Larg                                                   | Odcinki: „Redemption II” oraz „Thine Own Self” (as Michael G. Hagerty)                     |
| 1992          | The Wonder Years                                              | urzędnik                                                                | Odcinek: „The Lost Weekend” (as Michael G. Hagerty)                                        |
| 1992          | Civil Wars                                                    | Dominic Onofrio                                                         | Odcinek: „Grin and Bare It” (as Michael G. Hagerty)                                        |
| 1992          | Martin                                                        | Św. Mikołaj / hydraulik                                                 | Odcinki: „I Saw Gina Kissing Santa Claus” oraz „Dead Men Don't Flush” (as Michael Hagerty) |
| 1993          | Rio Diablo                                                    | Dyke Holland                                                            | TV movie (as Michael G. Hagerty)                                                           |
| 1993          | The Building                                                  | Finley                                                                  | 5 episodes                                                                                 |
| 1994          | Seinfeld                                                      | Rudy                                                                    | Odcinek: „The Raincoats”                                                                   |
| 1994–1995     | The George Carlin Show                                        | Frank McNamara                                                          | Regular role, 23 episodes                                                                  |
| 1995          | The Wayans Bros.                                              | Brazilla                                                                | Odcinek: „Brazilla vs. Rodney”                                                             |
| 1995          | Kirk                                                          | główny woźny w kinie                                                    | Odcinek: „Night at the Movies”                                                             |
| 1995–2001     | Friends                                                       | Mr. Treeger                                                             | 5 episodes                                                                                 |
| 1996          | Sisters                                                       | Stuart                                                                  | Odcinek: „Housecleaning”                                                                   |
| 1996          | The Drew Carey Show                                           | Beer Guy                                                                | Odcinek: „Buzz Beer”                                                                       |
| 1996          | The Faculty                                                   |                                                                         | Odcinek: „Clark's Crisis” (as Michael G. Hagerty)                                          |
| 1997          | Union Square                                                  | Ron                                                                     | Odcinek: „The First Christmas Show”                                                        |
| 1997          | Grace Under Fire                                              | Mr. Ricky                                                               | Odcinek: „Riverboat Queen”                                                                 |
| 1998          | Ally McBeal                                                   | Michael Huttle                                                          | Odcinek: „Alone Again” (as Michael Hagerty)                                                |
| 1999          | Arli$$                                                        | Zeke                                                                    | Odcinek: „Our Past, Our Present, Our Future” (as Michael G. Hagerty)                       |
| 2000          | The Michael Richards Show                                     | Golgi                                                                   | Odcinek: „Mr. Irresistible” (as Michael G. Hagerty)                                        |
| 2000          | Curb Your Enthusiasm                                          | AAMCO Guy Mike Duffy                                                    | Odcinek: „AAMCO”                                                                           |
| 2000          | The Near Future                                               | The Killer                                                              | TV movie (as Michael G. Hagerty)                                                           |
| 2001          | Angel                                                         | barman                                                                  | Odcinek: „Happy Anniversary”                                                               |
| 2001–2002     | Nikki                                                         | Stan / kierownik sklepu                                                 | 2 episodes (as Michael G. Hagerty)                                                         |
| 2002          | ER                                                            | Mr. James                                                               | Odcinek: „It's All in Your Head”                                                           |
| 2003–2004     | Life with Bonnie                                              | Bill / kapitan Lenderfak                                                | Odcinek: „Don't Stress, Express” oraz „Assaulted Nuts”                                     |
| 2004          | Deadwood                                                      | Loud Wagoneer                                                           | Odcinek: „Deadwood” (as Michael Hagerty)                                                   |
| 2004          | Complete Savages                                              | wujek Bob                                                               | Odcinek: „Thanksgiving with the Savages”                                                   |
| 2005          |                                                               |                                                                         |                                                                                            |
| American Dad! | policjant / redaktor (głos)                                   | Odcinek: „Not Particularly Desperate Housewife” (as Michael G. Hagerty) |                                                                                            |
| 2006          | Desperate Housewives                                          | Gus                                                                     | Odcinek: „I Know Things Now”                                                               |
| 2006–2007     | Lucky Louie                                                   | Mike                                                                    | Recurring role, 13 episodes                                                                |
| 2007          | Boston Legal                                                  | Wally Bird                                                              | Odcinek: „Son of the Defender”                                                             |
| 2007          | Entourage                                                     | Boat Rental Operator                                                    | Odcinek: „Less Than 30”                                                                    |
| 2007          | Ghost Whisperer                                               | Mayor Alex Millio                                                       | Odcinek: „The Gathering”                                                                   |
| 2008          | CSI: Crime Scene Investigation                                | Hal Jackmin                                                             | Odcinek: „Woulda, Coulda, Shoulda”                                                         |
| 2009          | Monk                                                          | Ronnie O’Dell                                                           | Odcinek: „Mr. Monk on Wheels”                                                              |
| 2010          | 'Til Death                                                    | Rick                                                                    | Odcinek: „Coupon Bob”                                                                      |
| 2010          | Medium                                                        | The Large Man                                                           | Odcinek: „There Will Be Blood... Type A”                                                   |
| 2010          | Good Luck Charlie                                             | kapitan Stretchy                                                        | Odcinek: „Baby Come Back”                                                                  |
| 2010          | Glee                                                          | Pete Sosnowski                                                          | Odcinek: „Special Education”                                                               |
| 2011          | Happy Endings                                                 | policjant                                                               | Odcinek: „Bo Fight”                                                                        |
| 2012          | The Mindy Project                                             | Gene Putch                                                              | Odcinek: „Thanksgiving”                                                                    |
| 2013          | Community                                                     | Sully                                                                   | Odcinek: „Advanced Documentary Filmmaking”                                                 |
| 2013          | Grey’s Anatomy                                                | Al Keller                                                               | Odcinek: „Sleeping Monster”                                                                |
| 2013          | Mob City                                                      | Fat Jack Bray                                                           | Recurring role, 5 episodes                                                                 |
| 2013–2017     | Brooklyn Nine-Nine                                            | kapitan McGintley                                                       | 3 episodes                                                                                 |
| 2014          |                                                               |                                                                         |                                                                                            |
| The Goldbergs | Terence                                                       | Odcinek: „Love Is a Mix Tape”                                           |                                                                                            |
| Marry Me      | oficer Stackhouse                                             | Odcinek: „Move Me”                                                      |                                                                                            |
| 2015–2017     | Hot Flash: The Chronicles of Lara Tate - Menopausal Superhero | Malcolm                                                                 | 2 episodes                                                                                 |
| 2016          | Shameless                                                     | Ron                                                                     | Odcinki: „Familia Supra Gallegorious Omnia!” oraz „The F Word”                             |
| 2021          | Chicago Party Aunt                                            | (głos)                                                                  | Odcinek: „Tailgate Jailgate”                                                               |
| 2022          | Somebody Somewhere                                            | Ed Miller                                                               | 6 episodes                                                                                 |

### Gry wideo
| Rok  | Tytuł              | Rola   |
| ---- | ------------------ | ------ |
| 1996 | Star Trek: Klingon | Barman |